# Новоабрамкино
Новоабрамкино — деревня  в Колпашевском районе Томской области. Входит в состав Чажемтовского сельского поселения.

## История
Основана в 1912 году. В 1926 году деревня Ново-Абрамкина состояла из 72 хозяйств, основное население — русские. В составе Старо-Абрамкинского сельсовета Колпашевского района Томского округа Сибирского края.

## Население
| 1920 | 1926 | 2002 | 2010 | 2012 | 2013 | 2014 |
| ---- | ---- | ---- | ---- | ---- | ---- | ---- |
| 292  | ↗394 | ↘17  | ↘6   | →6   | ↗8   | ↘6   |
| 2015 | 2021 |      |      |      |      |      |
| ↗7   | ↘4   |      |      |      |      |      |